# Piratkovskij
Piratkovskij (rusky Пиратковский) je menší, 1322 m vysoký, v současnosti neaktivní stratovulkán, nacházející se v jižní části poloostrova Kamčatka, severovýchodně od komplexu Chodutka. Mladší vulkanická stavba překrývá starší, pleistocenní struktury a vrchol je ukončen menší kalderou. Doba poslední erupce není známa, ale odhaduje se na holocén.